# Полеміка
Полеміка (грец. πολεμικά від πολέμιον, «ворожнеча») — стан суперечки, диспут при обговоренні або розв'язанні проблем. Разом з цим поняттям використовуються: дебати і дискусія.

## Походження терміна «полеміка»
Термін «полеміка» походить від давньогрецького «полемікос» — войовничий, ворожий. Чіткіше визначення полеміки можна знайти в енциклопедичному словнику, де зазначається, що полеміка — гостра дискусія стосовного будь-якого спірного питання. Це не звичайна суперечка, а публічне обговорення, у якому є конфронтація, протистояння сторін, ідей і поглядів. Отже, полеміка — боротьба принципово протилежних думок щодо того чи іншого питання; публічний спір з метою захистити, відстояти свої погляди, а також спростувати думку опонента.

## Відмінність і подібність між полемікою і дискусією
Полеміка відрізняється від дискусії своєю цілеспрямованістю. Учасники дискусії, зіставляючи суперечливі судження, намагаються дійти єдиної думки, знайти загальне рішення, встановити істину. Якщо метою дискусії є перш за все пошуки загальної згоди, того, що об'єднує різні погляди, то основне завдання полеміки — затвердження однієї з протилежних позицій. А мета полеміки — здобути перемогу над опонентом, затвердити власну позицію. У полеміці присутній певний дух змагання, тому полеміка — наука і мистецтво переконувати. Тобто це різновид суперечки, що відрізняється тим, що основні зусилля сторін, що сперечаються, направлені на затвердження своєї думки з обговорюваного питання. Полеміці притаманна деяка обмеженість приймання, за допомогою яких спростовується осоружна сторона і обґрунтовуються власні погляди. Разом з дискусією полеміка є однією з найпоширеніших форм суперечки. З дискусією її зближує наявність тези, що виступає предметом розбіжностей, відома змістовна зв'язність, що припускає увагу до аргументів протилежної сторони, черговість виступів опонентів. 

## Основні принципи ведення полеміки
Як слід вести полеміку, щоб вона була корисною і продуктивною? Для цього необхідно оволодіти основними принципами її ведення. Перший принцип — чесність і принциповість. У жодному разі не можна перекручувати позицію опонента. Цим Ви підриваєте довіру до власної позиції у слухачів. Потрібно вміти виявити істинні і дійсні положення опонента і вміти критикувати їх.
Другий принцип — використання емоцій. Без людських емоцій ніколи не було, нема і не може бути пошуку істини. Але не можна перебувати у полоні емоцій, тобто давати перевагу почуттям над розумом.
Третій принцип — виявлення невідповідностей і суперечностей у поглядах опонента, однобічності його позицій. Якщо оратор глибоко і до кінця переконаний в істинності своєї позиції, належить розкрити хибність позицій опонента: продемонструвати слухачам, чому вона помилково здається їм правильною; вказати, завдяки чому опонент зміг зробити свою позицію ззовні переконливою і логічною.
Четвертий принцип полягає також у використанні гумору, іронії, сарказму, сатири. Висміювання опонента — прийнятний захід у ході полемічної бесіди. Однак його застосування потребує дотримання певних вимог.

### Вимоги щодо використання гумору, іронії, сарказму,сатири
По-перше, ніяким гумором, ніякою іронією, жодним сарказмом не можна підміняти логічну критику і розкриття позицій опонента. У полеміці сарказм, гумор, жарт над суперечником повинні вживатися в поєднанні, в сукупності з усіма іншими заходами розкриття і критики позиції опонента.
По-друге, як у ході полеміки в цілому, так і у використанні гумору необхідна тактовність. До гумору слід удаватися тактовно, не торкаючись гідності особистості.
Перелічені принципи є обов'язковими під час ведення будь-якої полеміки, але це зовсім не означає, що ними вичерпуються всі поради і твердження. 